# Gobernador Andonaegui

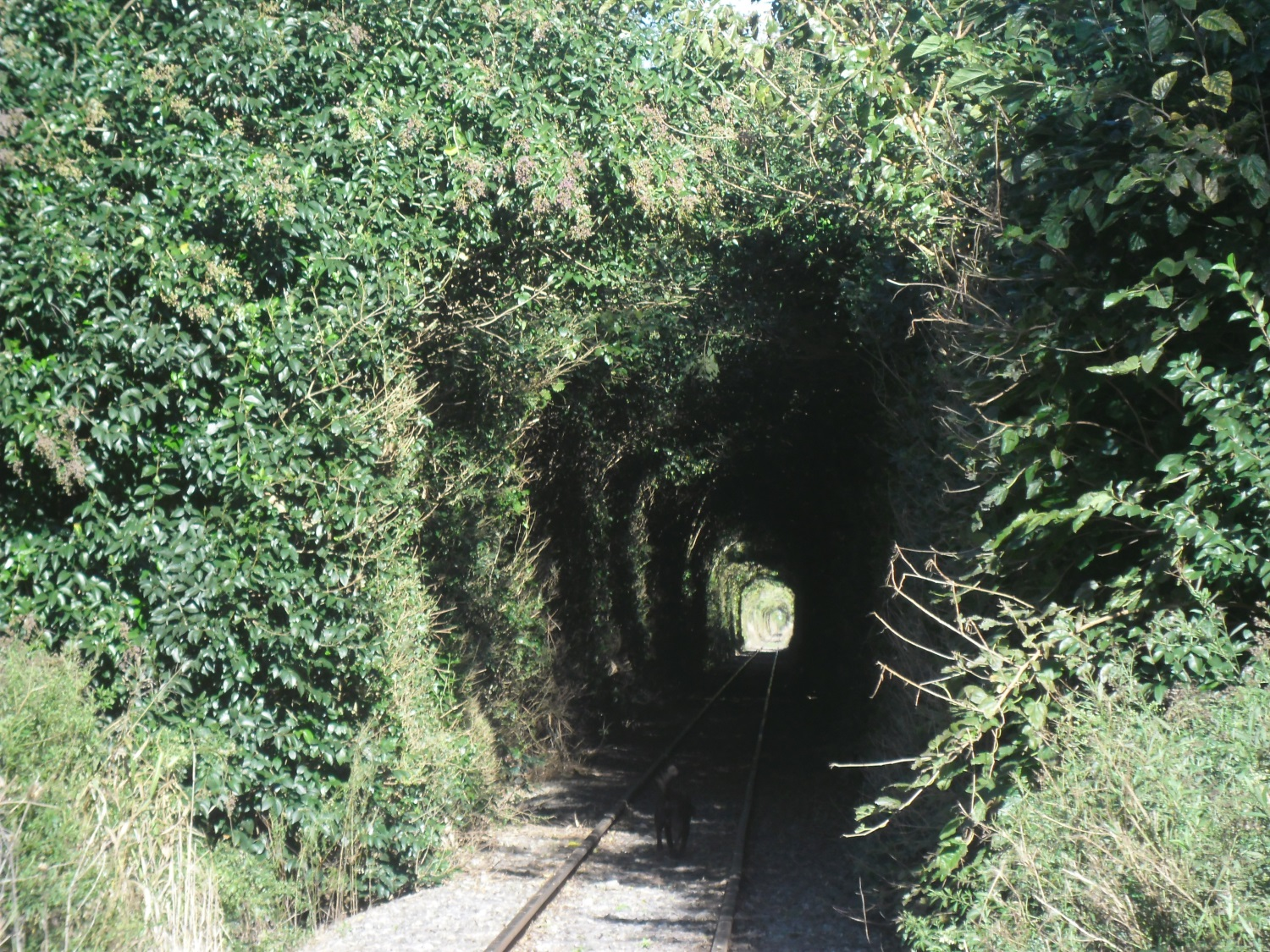
Túnel de árboles en la estación

Gobernador Andonaegui es una localidad del partido de Exaltación de la Cruz de la provincia de Buenos Aires, Argentina
En el Paraje Andonaegui, además de una vieja estación de tren con su nombre que actualmente se encuentra abandonada y un pequeño caserío.
También se encuentra la "Pulpería los Ombúes", considerada una de las más antiguas de la pampa. Se calcula tiene más de 200 años y es la más antigua en la Cañada.

## Sismicidad
La región responde a las subfallas «del río Paraná», y «del río de la Plata», y a la falla de «Punta del Este», con sismicidad baja; y su última expresión se produjo el 5 de junio de 1888 (136 años), a las 3.20 UTC-3, con una magnitud aproximadamente de 5,0 en la escala de Richter (terremoto del Río de la Plata de 1888).
La Defensa Civil municipal debe advertir sobre escuchar y obedecer acerca de 
Área de
- Tormentas severas, poco periódicas, con Alerta Meteorológico
- Baja sismicidad, con silencio sísmico de 136 años